# Barkhera
Barkhera (o Barkhera Kala, Barkhera Kalan) è una suddivisione dell'India, classificata come nagar panchayat, di 9.881 abitanti, situata nel distretto di Pilibhit, nello stato federato dell'Uttar Pradesh. In base al numero di abitanti la città rientra nella classe V (da 5.000 a 9.999 persone).

## Geografia fisica
La città è situata a 28° 26' 60 N e 79° 47' 60 E e ha un'altitudine di 164 m s.l.m..

## Società

### Evoluzione demografica
Al censimento del 2001 la popolazione di Barkhera assommava a 9.881 persone, delle quali 5.364 maschi e 4.517 femmine. I bambini di età inferiore o uguale ai sei anni assommavano a 2.016, dei quali 1.073 maschi e 943 femmine. Infine, coloro che erano in grado di saper almeno leggere e scrivere erano 4.012, dei quali 2.806 maschi e 1.206 femmine.